# Kevin O’Hara
Kevin O’Hara (* 11. August 1998 in Stirling) ist ein schottischer Fußballspieler, der zuletzt bei Dunfermline Athletic unter Vertrag stand.

## Karriere

### Verein
Kevin O’Hara begann seine Karriere in der Jugend des FC Falkirk. Zwischenzeitlich spielte er im Juniorenbereich in der Forth Valley Academy. Am 12. April 2015 gab O’Hara sein Debüt für den damaligen Zweitligisten aus Falkirk gegen Queen of the South. Durch starke Leistungen in der U-23-Mannschaft von Falkirk, erhielt er im Mai 2015 einen Platz auf der Reservebank im schottischen Pokalfinale gegen Inverness Caledonian Thistle. Bei der 1:2-Niederlage blieb O’Hara ohne Einsatzzeit. In der folgenden Saison 2015/16 kam der junge Stürmer 14-Mal in der Liga zum Einsatz und feierte mit dem Team die Vizemeisterschaft hinter den Glasgow Rangers. In den Aufstieg-Play-offs unterlag man gegen den FC Kilmarnock.
Die Saison 2016/17 verbrachte er als Leihspieler beim Drittligisten FC East Fife. Bei den „Fifers“ gelangen ihm in 16 spielen drei Tore. Danach war er wieder für eine Spielzeit in Falkirk aktiv und kam auf weitere Einsätze, in denen er ohne Torerfolg blieb. 
Ein weiteres Mal wurde er in der Saison 2018/19 in die dritte Liga zum FC Stenhousemuir verliehen. Nach verlorener Abstiegs-Relegation als Vorletzter der Tabelle stieg der Verein in die vierte Liga ab. O’Hara konnte in 15 Partien zum möglichen Klassenerhalt kein Tor beisteuern.
In der Zwischenzeit war Falkirk in die dritte Liga abgestiegen, woraufhin O’Hara seien Stammverein im Mai 2019 verließ. Mit dem Zweitligisten Alloa Athletic fand er einen neuen Verein. In der aufgrund der COVID-19-Pandemie vorzeitig abgebrochenen Saison 2019/20 konnte O’Hara in 27 Spielen 10 Tore erzielen, womit er hinter Lawrence Shankland und Kevin Nisbet drittbester Torschütze der gesamten zweiten Liga war.
Im Juli 2020 wechselte er innerhalb der Liga zu Dunfermline Athletic.

### Nationalmannschaft
Kevin O’Hara kam im Jahr 2013 und 2014 in der schottischen U16-Nationalmannschaft zum Einsatz. Zwei Jahre später absolvierte er zwei Spiele für die U19.